# OK Corral (Blueberry)
Pour les articles homonymes, voir O.K. Corral (homonymie).
OK Corral est le 27e album de la série Blueberry édité par Dargaud éditeur en 2003. C'est la suite directe de l'album Geronimo l'Apache.

## Résumé
Clum surprend Strawfield, Johnny Ringo et trois nouveau tueurs engagés par l'homme d'affaires parler de l'embuscade d'OK Corral. Blessé, il parvient à fuir jusqu'à Tombstone et à prévenir Dorée Malone ; il est alors achevé par Ringo, qui enlève Dorée. Cette disparition fait sortir Blueberry de son lit ; il se met à enquêter en compagnie de Billy et de Gertrud, la jeune prostituée dont ce dernier s'est entiché. Les Earp apprennent par un prétendu marshall, qui est en fait un des tueurs de Strawfield, la présence du clan Clanton au ranch d'OK Corral le lendemain matin. Au cours de son enquête, Blueberry apprend l'implication du banquier. 
Il se rend dans un hôtel, où il surprend Clarck, un des tueurs, qu'il connaît ; affaibli par la blessure, il  est atteint par Clarck, qu'il réussit malgré tout à tuer. Il rejoint ensuite OK Corral, sur lequel le fusil de Clarck était pointé, en compagnie de Campbell. Il réussit à toucher le second tueur, posté dans le beffroi de l'hôtel de ville, qui lui donne des informations sur la localisation de Johnny Ringo et Malone, mais le blesse de nouveau avant d'être abattu par Campbell. Gertrud, qui devait avertir le sheriff, est égorgée par Ringo. L'album finit au moment du début où va débuter la célèbre fusillade, alors que Blueberry a retrouvé la trace de la chanteuse et de Ringo et que Billy est assommé par le prétendu marshall, qui se positionne en vue de la scène.

### Documentation
- Jean-Pierre Fuéri, « Mystères Blueberry », BoDoï, no 67,‎ octobre 2003, p. 12.